# شفاقل آبی
شفاقل آبی (نام علمی: Berula) نام یک سرده از تیره چتریان است.